# LVII Corpo Panzer (Alemanha)
O LVII Corpo Panzer foi um Corpo de Exército da Alemanha na Segunda Guerra Mundial, formado a partir do LVII Corpo de Exército em Junho de 1942 e lutou em Rostov e mais tarde no Cáucaso.
Lutou à sudoeste de Stalingrado e mais tarde recuou através do Don e lutou nos Donets e mais tarde em Kursk. Após recuou para a fronteria Romena antes de ser unido ao 3º Exército Hungaro e transferido para o sul da Hungria. Lutou na Batalha por Budapeste e encerou a sua participação na Silésia.

## Comandantes
| Comandante                                               | Data                                   |
| -------------------------------------------------------- | -------------------------------------- |
| General der Panzertruppen Friedrich Kirchner             | (21 Junho 1942 - 30 Novembro 1943)     |
| General der Panzertruppen Hans-Karl Freiherr von Esebeck | (30 Novembro 1943 - 19 Fevereiro 1944) |
| General der Panzertruppen Friedrich Kirchner             | (19 Fevereiro 1944 - 24 Maio 1944)     |
| General der Infanterie Dr Franz Beyer                    | (25 Maio 1944 - 2 Junho 1944)          |
| General der Panzertruppen Friedrich Kirchner             | (2 Junho 1944 - 8 Maio 1945)           |

## Área de Operações
- Frente Oriental, Setor Sul (Junho 1942 - Julho 1944)[3]
- Sul da Hungria (Julho 1944 - Janeiro 1945)
- Silésia (Fevereiro 1945 - Maio 1945)

## Ordem de Batalha
- Arko 121[3]
- Korps-Nachrichten Abteilung 457
- Korps-Nachschub Truppen 457

## Membros Notáveis
Hans-Karl Freiherr von Esebeck (Ativo na resistência contra Hitler) 